# DCOP
DCOP (ang. Desktop Communication Protocol) – lekki i szybki system komunikacji międzyprocesowej zaprojektowany dla systemu KDE. Głównym celem DCOP jest pozwolenie programom na współpracę i na dzielenie między siebie większych zadań. DCOP jest systemem, który pozwala na zdalną kontrolę aplikacji.
Użycie DCOP przynosi nowe możliwości bez konieczności przepisywania dużych fragmentów kodu, co mogłoby być niezbędne przy używaniu innego systemu. Programy i biblioteki KDE wykorzystują DCOP w dużym stopniu, co pozwala na kontrolę programów za pomocą języka skryptowego.
W nowszych wersjach KDE 3 każdy program obsługiwał podstawowe funkcje DCOP, nawet jeżeli programista tego nie zaplanował. Na przykład każdy program obsługuje akcję quit().
Do korzystania z DCOP w CLI może być wykorzystywany program „dcop”. Odpowiednikiem tego programu z interfejsem graficznym jest program „kdcop”.
W KDE 4 DCOP w dużym stopniu jest zastąpiony przez D-BUS.